# Италијанска кампања (Други светски рат)
Италијански фронт у Другом светском рату представља скуп савезничких операција чији је крајњи циљ био избацивање Италије, савезника Немачке из рата. Отпочела је искрцавањем савезника на Сицилију 10. јула 1943. а завршава се капитулацијом немачких оружаних снага у Италији 2. мај 1945. Током кампање савезници су изгубили око 60.000 војника свих националности укључених у ратни поход док су силе Осовине имале око 50.000 погинулих. Овом кампањом Италија је избачена из рата, створен је други фронт у Европи и основа за могући пробој у Аустрију а потом и у Немачку.
Инвазија на Сицилију у јулу 1943. године довела је до слома фашистичког италијанског режима и пада Мусолинија, који је свргнут и ухапшен по наређењу краља Виктора Емануела III 25. јула. Нова влада је потписала примирје са савезницима 8. септембра 1943. године. Међутим, немачке снаге су убрзо извршиле инвазију на северну и централну Италију, починивши неколико злочина над италијанским цивилима и војним јединицама које су се противиле немачкој окупацији и започеле италијански покрет отпора . Мусолини, кога су спасили немачки падобранци, основао је колаборационистичку марионетску државу, Италијанску социјалну републику (РСИ), да би управљао територијом коју су окупирали Немачки. Савезници су 13. октобра 1943. године признали Италију као саучесника у рату против Немачке. Након тога, италијанска ко-ратна армија и италијански партизани борили су се заједно са савезницима против немачких трупа и колаборационистичке Националне републиканске армије ; аспект овог периода је италијански грађански рат . Лета 1944. године, након пораза Осовине код Касина и Анција, централна Италија, укључујући Рим, је ослобођена. Северна Италија је ослобођена након последње пролећне офанзиве и општег устанка италијанских партизана 25. априла 1945. године. Мусолинија је заробио италијански покрет отпора и погубио га стрељањем. Кампања је завршена када се Група армија Ц безусловно предала савезницима 2. маја 1945. године, недељу дана пре формалног немачког инструмента о предаји . Обе стране су починиле ратне злочине током сукоба, а независне државе Сан Марино и Ватикан окружене италијанском територијом такође су претрпеле штету.

## Стратешка позадина похода
На северноафричком фронту Немачки афрички корпус је претрпео неколико важних пораза током битке за Ел Аламејн, савезничке офанзиве код Ел Аламејна као и током каснијег искрцавања савезника у операцији „Бакља“. Завршетком операција у Северној Африци наметнуло се питање стварања другог фронта. Постојале су три могућности:
- Медитеран (то је подразумевало и Балканско полуострво)
- Норвешка (тада под немачком окупацијом)
- Француска

Највећи заговорник идеје искрцавања на Апенинско полуострво и Балкан био је Винстон Черчил. Он је сматрао да се треба искрцати што ближе централној Европи јер је било очигледно да Совјетски Савез преузима иницијативу на Источном фронту и да ће ускоро кренути у офанзиву на запад. Черчил је нарочито био заинтересован за искрцавање на Балкан и то интересовање је било политичке природе (распоред утицајних сфера у Европи после рата).
Одлука је пала да се савезници прво искрцају на Сицилију: Медитеран је практично био под контролом Савезника, у Северној Африци су биле стациониране јаке снаге које су успешно завршиле афричку кампању а немачке снаге су биле већим делом распоређене на Источном фронту. Освајањем Италије би се потпуно преузела контрола над Медитераном, избацио би се јак немачки савезник и натерала би се немачка команда да пошаље појачања а самим тим и ослаби притисак према Црвеној армији.
Са друге стране, штаб војске САД имао је на уму Француску као место инвазије. Компромис био тај да се прво изврши инвазија на Италију а потом искрцавање у северној Француској.

## Кампања
Почетком кампање се сматра искрцавање на Сицилију. пре самог искрцавања организоване су мање операције обмањивања правог правца удара, стратешка бомбардовања циљева у позадини и операције на мору. У сврху обмане изведена је деликатна операција британских командоса који су на обалу Шпаније избацили тело војника прерушено у официра, са ташном у којој се налазио план инвазије на Грчку. Обмана је у потпуности успела и доста немачких резерви је упућено у Грчку.

### Искрцавање на Сицилију
Први корак у инвазији на Италију био је операција Хаски. На Сицилији се налазило око 350.000 непријатељских војника (од тога 75.000 немачких), подржаних из ваздуха са преко 1.400 авиона и опремљених са око 260 тенкова. Овим бројкама ваља додати и 3 италијанске обалске дивизије наоружане јаким топовима и обалским утврђењима. На ове снаге савезници су покренули око 160.000 војника, преко 600 тенкова и око 2.000 авиона.
Операција је почела у ноћи између 9. и 10. јула падобранским скоком делова америчке 82. падобранске и једрилицама британске 1. падобранске дивизије. Њихов главни циљ је био ометање снабдевања, напад на комуникације и заузимање мостова. Тачка окупљања је била у близини аеродрома града Џеле.
Савезнике је на плажама 10. јула дочекао јак и организован отпор али је већ првог дана почела масовна предаја и одбијање послушности италијанских војника. Савезници су константно ломили отпор и 17. августа је цела Сицилија заузета. Савезници су извојевали стратегијску победу и освојили Сицилију али је већина немачких трупа успела да се евакуише из Месине натраг у Италију. Немачке трупе су користиле тактику константног успоравања савезничких трупа укопавајући се по тешко проходном терену и пружајући јак отпор. Савезници су имали око 24.000 погинулих, рањених и заробљених док су немачке и италијанске снаге имале око 29.000 погинулих и рањених. Око 140.000, већином Италијана, се предало.

### Инвазија континенталне Италије
Британска 8. армија искрцала се на тло континенталне Италије 3. септембра 1943. године у операцији „Бејтаун“. Истог дана италијанска влада затражила је примирје које је потписано пар дана касније а 8. септембра јавно објављено. Док су британске снаге напредовале на север немачка команда је отпочела радове на одбрани италијанског полуострва без помоћи италијанске војске коју је разоружавала. Против британске 8. армије бориле су се само две немачке дивизије док су дивизија Херман Геринг, 16. оклопна и 15. панцергренадирска дивизија чувале бокове и могућа места накнадних искрцавања. Иако су Британци напредовали не наилазећи на већи отпор то напредовање је било споро и уз велико кашњење, проузроковано диверзијама и минирањем путева. Да би немачка команда добила на времену ослонила се на успоравање а не потпуно заустављање савезничких трупа. У исто време убрзана је изградња одбрамбених линија јужно од Рима када су 11. септембра пале луке Бари и Бриндизи.

### Поход на Рим
Савезници су после Густавове линије и Монте Касина најзад сломили жесток отпор немачко - италијанских снага. Свим снагама наступиле су ка Риму. Отпор је био веома слаб. Немачке снаге су се повлачиле нападане од стране партизанских јединица. 
Почетком октобра 1943. године, Хитлера је убедио командант његове армијске групе у јужној Италији, фелдмаршал Алберт Кеселринг, да одбрану Италије треба водити што даље од Немачке. Ово би максимално искористило природну одбрамбену географију централне Италије, а истовремено би савезницима онемогућило лако заузимање низа аеродрома, сваки од њих све ближи Немачкој. Хитлер је такође био уверен да би предаја јужне Италије пружила савезницима одскочну даску за инвазију на Балкан, са његовим виталним ресурсима нафте, боксита и бакра.
Кеселрингу је поверена команда над целом Италијом и одмах је наредио припрему низа одбрамбених линија широм Италије, јужно од Рима . Две линије, Волтурно и Барбара, коришћене су за одлагање савезничког напредовања како би се купило време за припрему најмоћнијих одбрамбених положаја, који су чинили Зимску линију – заједнички назив за Густавову линију и две повезане одбрамбене линије на западу Апенина, Бернхартову и Хитлерову линију (ова друга је преименована у Зенгерову линију до 23. маја 1944. године).
Зимска линија се показала као главна препрека за савезнике крајем 1943. године, заустављајући напредовање Пете армије на западној страни Италије. Иако је Густавова линија пробита на јадранском фронту Осме армије, а Ортона ослобођена уз велике губитке канадских трупа, мећаве, снежни наноси и нулта видљивост крајем децембра довели су до заустављања напредовања. Фокус савезника се тада усмерио на западни фронт, где се сматрало да напад кроз долину Лири има најбоље шансе за пробој ка италијанској престоници. Искрцавања иза линије код Анција током операције Шингл, коју је заговарао Черчил, имала су за циљ дестабилизацију немачке одбрамбене линије Густав, али рани продор у унутрашњост ради пресецања немачке одбране није се догодио због неслагања америчког команданта, генерал-мајора Џона П. Лукаса, са планом битке и његовог инсистирања да његове снаге нису довољно велике да изврше своју мисију. Лукас је учврстио своје снаге, а за то време Кеселринг је окупио довољно снага да формира прстен око мостобрана . Након месец дана тешких борби против немачких и RSI снага, Лукаса је заменио генерал-мајор Лусијан Траскот, који је коначно избио у мају.
Биле су потребне четири велике офанзиве између јануара и маја 1944. године пре него што је линија коначно пробијена комбинованим нападом Пете и Осме армије (укључујући британски, амерички, француски, пољски и канадски корпус) концентрисаних дуж фронта од 30 километара  између Монте Касина и западне обале. У истовременим акцијама, Кларку је наређено да се избије из застојне позиције код Анција и искористи прилику да одсече и уништи велики део немачке 10. армије која се повлачила са Густавове линије између њих и Канађана. Али ова прилика је пропуштена на ивици успеха, када је Кларк прекршио његова наређења и послао своје америчке снаге да уместо тога уђу у празан Рим. Рим је прогласила отвореним градом од стране немачке војске, тако да није наишло на отпор.
Америчке снаге су заузеле Рим 4. јуна 1944. Немачкој 10. армији је дозвољено да побегне и, у наредних неколико недеља, можда је била одговорна за удвостручавање савезничких жртава у наредних неколико месеци.